# RS-533
Pour les articles homonymes, voir Route 533.
La RS 533 est une route locale du Centre-Ouest de l'État du Rio Grande do Sul qui relie la municipalité de Capão do Cipó à la BR-377. Elle dessert cette seule et est longue de 13 km.